# 窄殼綱
窄殼綱（學名：Stenothecoida）是一類具有雙殼的已滅絕動物類群，生存於寒武紀早至中期。其外殼形態和腕足動物或雙殼類軟體動物有些相似。
最早的窄殼綱化石出土於525百萬年前的下寒武統地層，目前在加拿大、中國、格陵蘭、哈薩克、吉爾吉斯和美國等地均有發現窄殼綱化石。

## 親緣關係
窄殼綱和其他動物類群間的親緣關係目前尚無定論。EL Yochelson (1968)認為它們屬於軟體動物，但其貝殼的形態與任何其他軟體動物的殼都不相似。窄殼綱物種的兩瓣殼大小不等，殼體狹窄，不具鉸合線，和腕足動物有些相似。Runnegar和Pojeta (1974)根據其殼內成對排列的與肌肉有關的溝槽而認為它們可能是「具有雙殼的單板類軟體動物」。